# Яковлев, Николай Николаевич (геолог)
Николай Николаевич Яковлев (15 [27] апреля 1870, Казань, Казанский уезд, Казанская губерния, Российская империя — 19 июня 1966, Комарово, Сестрорецкий район, Ленинград, РСФСР, СССР) — русский и советский учёный-геолог и палеонтолог, член-корреспондент Академии наук СССР (1921), директор Геологического комитета (1923—1926), председатель Русского палеонтологического общества.
Проводил палеоэкологические исследования ископаемых беспозвоночных.

## Биография
Николай Яковлев родился 15 (27) апреля 1870 года в городе Казани. По окончании реального училища родного города переехал в столицу и в 1893 году окончил Санкт-Петербургский горный институт.
Был прикомандирован к Геологическому комитету и принимал участие в детальной геологической съёмке Донецкого каменноугольного бассейна (1895—1898).
В 1900 и 1902 годах был в командировке в Великобритании, Франции и Германии.
Как палеонтолог, занимался палеозойскими фаунами беспозвоночных и ископаемыми пресмыкающимися.
В 1899—1930 годах был профессором Горного института.
В 1916 году стал одним из учредителей Русского палеонтологического общества, был его первым председателем, а с 1940 года — почётным председателем.
С 1923 по 1926 годы возглавлял Геологический комитет.
Николай Николаевич Яковлев умер 19 июня 1966 года в Комарово и был похоронен на местном кладбище.

## Семья
- Дочь — Татьяна, член Союза художников СССР.
  - Внук — Жирмунский, Алексей Викторович, биолог, академик АН СССР.

## Память
В его честь названа гора Яковлева в составе Русских гор в Антарктиде.

## Работы
Автор учебника палеонтологии, а также ряда работ:
- «Геологические исследования, произведенные в северной части Донецкого каменноугольного бассейна в 1895 г.» («Изв. Геолог. Ком.», 1896)
- «Дружковско-Константиновский антиклинал Донецкого каменноугольного бассейна» («Изв. Геол. Ком.», 1897)
- «Фауна известняков мыса Гребени на Вайгаче и р. Нехватовой на Новой Земле» (совместно с Ф. Чернышевым, «Изв. Геол. Ком.», 1898)
- «Фауна некоторых верхнепалеозойских отложений России» (I, «Труды Геол. Ком.», 1899, диссертация)
- «Заметка о верхнепалеозойских отложениях Донецкого бассейна и Самарской Луки» («Изв. Геол. Ком.», 1900)
- «Остатки мозазавра из верхнемеловых отложений юга России» («Изв. Геол. Ком.», 1901)
- «Явления ценогении в палеонтологии» («Изв. Геол. Ком.», 1901)
- «Палеозойский представитель Crassatellidae» («Изв. Геол. Ком.», 1902)
- «Neue Funde von Trias Sauriern auf Spitzbergen» («Записки Минер. Общ.», 1902)
- «Фауна верхней части палеозойских отложений в Донецком бассейне. I. Пластинчатожаберные и II. Кораллы» («Труд. Геол. Ком.», 1803)
- «О морфологии и морфогении кораллов группы Rugosa» («Изв. Спб. биологической лаборатории», 1904; по-немецки в «Записках Имп. Минер. Общ.»)
- «Ueber Plesiosaurus-Reste aus der Wolga Stufe an der Lena in Sibirien» («Записки Мин. Общ.», 1904)
- «Фауна верхней части палеозойских отложений в Донецком бассейне»[6] — в 1914 году отмечена малой Ломоносовской премией.

## Награды и звания
- 3 ордена Ленина
- орден Трудового Красного Знамени (10 июня 1945, 4 мая 1960)
- Заслуженный деятель науки РСФСР
- Ломоносовская премия (1914)
- Премия имени А.П. Карпинского (АН СССР, 1948) — за работу «Зависимость строения морских лилий от механических условий»